# 宇井美智子
宇井 美智子（うい みちこ、1935年 - ）は、日本の行動心理研究家、地域振興コンサルタント、コメンテーター、占星術師。
愛称は「ウイッチー」。旧名、佐藤 美智子（さとう みちこ）。
父と叔父は婦人科医、母は歯科医。

## 略歴
東京都立小石川高等学校、明治大学商学部商学科を卒業後、1957年4月、TBS入社。編成局アナウンス部（アナウンサー第5期生）に勤務。
1960年7月、TBSを退社、行動心理研究家として独立。1966年、松下電器産業と宣伝・販売店教育契約。
1969年、日本テレビ『朝のワイドショー』で評論活動を開始。1978年、日本テレビ『昼のワイドショー』などに出演。
1983年、UCA研究センター所長に就任、商工会・商工会議所講師として全国で講演開始。1986年、ゆたかな心とはなしことばの会主宰。1987年、NHK・民放各局のアナウンサー体験者による女性講師集団・SATを結成、主宰。
1988年、信州短期大学経営学科講師。1989年、鳥取県21政策構想フォーラム委員就任、知事付きアドバイザーを務める（1997年まで）。
1997年、厚生省委嘱機関公衆衛生協会主催「保健所職員機能強化研修」に「Uの木発想法」を採用。
1998年、商工会女性部（当時・婦人部）ビジョン策定委員会委員長に就任、答申案策定。PHP公式サイトに「ウイッチーの星占い」を開設する。2004年、UCAブランチを設立、「講師スクール」を発足させる。

## 出演番組
- 朝のワイドショー（1969年、日本テレビ）
- アフタヌーンショー（1975年、テレビ朝日）奥様一口メモ
- 昼のワイドショー（1978年、日本テレビ）
- 回復スパスパ人間学（2000年、TBS）
- 爆笑問題のバク天（2003年、TBS）
- きになるオセロ（2006年、朝日放送）
- 持ち主Ｘの容疑（2007年2月10日、フジテレビ）行動心理探偵
- 世代バトル昭和×平成（2008年、日本テレビ）
- Rの法則（2011年、NHK教育）

## 著書
- 魅惑の手帖―あなたの美しさを演出する（1980年、サンケイ出版）
- だれでも成功する保険セールス（1982年、保険銀行日報社）
- 女の運は五感でひらける―人生が10倍面白くなる!五感応用の生活術（1983年、主婦と生活社）
- まんがOL常識＆タブー集―職場の8時間を面白く生きる知恵（1988年、主婦と生活社）
- 成功する人の波動ダイナミズム―β波自己演出法で人間関係がグーンとスムーズに（1989年、日新報道）
- 男のおいしい食べ方（1990年、サンマーク出版）
- 仕事を楽しみに変える行動学―表情・しぐさ・話し方 こうすれば積極人間になれる（1991年、経林書房）
- Uの木発想法―多目的に活用できる問題解決の新手法（1994年、日本能率協会マネジメントセンター）
- 女のしあわせ革命―脳内に「ハッピーホルモン」が出る宇井式五感活用術（1995年、宙出版）
- 守護県占い（2001年、旭屋出版）
- 暮らしの達人（2003年、テレビ朝日事業局）